# اتحاد ساتسوما-چوشو-هیروشیما
اتحاد ساتسوما-چوشو-هیروشیما، اتحاد ساچّوگی سانبان (به ژاپنی: 薩長芸三藩盟約 さっちょうげいさんぱんめいやく)، این پیمانی بود که در سپتامبر ۱۸۶۷، در سومین سال دوران کیئو (باکوماتسو) بین سه قلمرو ساتسوما، قلمرو چوشو و قلمرو هیروشیما (گیشو) برای اعزام نیرو جهت سرنگونی شوگون‌سالاری منعقد شد.